# Amtsgericht Inowrazlaw
Das Amtsgericht Inowrazlaw (1939 bis 1945: Amtsgericht Hohensalza) war ein preußisches Amtsgericht mit Sitz in Inowrazlaw (Provinz Posen).

## Geschichte
Das königlich preußische Amtsgericht Inowrazlaw wurde mit Wirkung zum 1. Oktober 1879 als eines von sieben Amtsgerichten im Bezirk des Landgerichtes Bromberg im Bezirk des Oberlandesgerichtes Posen gebildet. Der Sitz des Gerichtes war Inowrazlaw. Sein Gerichtsbezirk umfasste den Kreis Inowrazlaw ohne den Teil, der dem Amtsgericht Strelno zugeordnet war. Am Gericht bestanden 1880 sechs Richterstellen. Das Amtsgericht war damit ein großes Amtsgericht im Landgerichtsbezirk. Am Amtsgericht wurde eine Strafkammer eingerichtet. Gerichtstage wurden in Argenau und Kruschwitz gehalten. Der Amtsgerichtsbezirk kam aufgrund des Versailler Vertrages 1919 zu Polen, und das Amtsgericht stellte seine Arbeit ein. Im Jahre 1939 wurde Polen deutsch besetzt. Im Rahmen der Neuorganisation der Gerichte in Ostdeutschland und im ehemaligen Polen wurde das Amtsgericht Inowrazlaw neu gebildet. Es erhielt aber nun den Namen Amtsgericht Hohensalza (damals war der offizielle Name von Inowrazlaw Hohensalza) und war dem Landgericht Hohensalza zugeordnet.
Im Jahre 1945 wurde der Amtsgerichtsbezirk unter polnische Verwaltung gestellt, und die deutschen Einwohner wurden vertrieben. Damit endete auch die Geschichte des Amtsgerichtes Inowrazlaw/Hohensalza.